# Гомес ди Сикейра, Виллиан
Виллиан Гомес ди Сикейра (порт.-браз. Willian Gomes de Siqueira; род. 19 ноября 1986, Трес-Фронтейрас, Сан-Паулу), или же просто Виллиан (порт.-браз. Willian) — бразильский футболист, нападающий клуба «Америка Минейро».

## Биография
Виллиан Гомес занимался футболом в детско-юношеской академии клуба «Гуарани» из Кампинаса, а позже, уже после дебюта за «Гуарани» на профессиональном уровне в 2004 году, выступал также за молодёжную команду «Атлетико Паранаэнсе». За клуб из Куритибы Виллиан в 2006—2010 годах играл нерегулярно, в 2008—2010 годах выступал на правах аренды за другие команды. В их числе в 2010 году был «Фигейренсе», в котором Виллиан Гомес стал одним из лидеров молодой команды, добывшей путёвку в Серию A. Виллиан Гомес стал лучшим бомбардиром команды с 12 голами.
После успешного сезона с клубом из Флорианополиса нападающий сменил команду, присоединившись к «Коринтиансу». «Тиман» ужасно начали сезон, вылетев из предварительной стадии Кубка Либертадорес, после чего команду покинули лидеры — Роналдо, Роберто Карлос, Жусилей. Однако руководство клуба провело грамотную селекцию и в итоге Виллиан Гомес разделил с Лиедсоном лавры лучшего бомбардира команды в сезоне. «Коринтианс» же в пятый раз в истории стал чемпионом Бразилии.
В Кубке Либертадорес 2012 Виллиан Гомес сыграл в восьми матчах своей команды, включая один из полуфиналов против на тот момент действующего победителя турнира «Сантоса». Голов Виллиан не забивал, но помог своей команде впервые в истории стать победителем главного клубного турнира Южной Америки.
В 2017 году перешёл в «Палмейрас». В 2018 году в четвёртый раз стал чемпионом Бразилии. В 2020 году помог своей команде стать чемпионом штата. В розыгрыше Кубка Либертадорес 2020 сыграл в 10 матчах и забил четыре гола. Помог своей команде во второй раз стать обладателем трофея. В 2021 году во второй раз подряд и в третий раз в своей карьере завоевал Кубок Либертадорес. В этом розыгрыше Виллиан в четырёх матчах забил два гола. Также он стал обладателем Кубка Бразилии 2020, решающие стадии которого состоялись уже в начале 2021 года из-за пандемии COVID-19.

## Титулы
- Чемпион штата Сан-Паулу (1): 2020
- Чемпион штата Минас-Жерайс (1): 2014
- Чемпион Бразилии (4): 2011, 2013, 2014, 2018
- Чемпион Кубка Бразилии (1): 2020
- Финалист Кубка Бразилии (1): 2014
- Вице-чемпион Украины (1): 2012/13
- Обладатель Кубка Либертадорес (3): 2012, 2020, 2021